# Кнежевац (Кнић)
Кнежевац је насеље у Србији у општини Кнић у Шумадијском округу. Према попису из 2022. има 159 становника (према попису из 2011. било је 196 становника).

## Демографија
У насељу Кнежевац живи 180 пунолетних становника, а просечна старост становништва износи 49,4 година (46,2 код мушкараца и 52,1 код жена). У насељу има 70 домаћинстава, а просечан број чланова по домаћинству је 2,97.
Ово насеље је великим делом насељено Србима (према попису из 2002. године), а у последња три пописа, примећен је пад у броју становника.
|  |

| Демографија | Демографија | Демографија |
| Година      | Становника  | Становника  |
| ----------- | ----------- | ----------- |
| 1948.       | 483         |             |
| 1953.       | 470         |             |
| 1961.       | 430         |             |
| 1971.       | 386         |             |
| 1981.       | 338         |             |
| 1991.       | 285         | 266         |
| 2002.       | 208         | 209         |
| 2011.       | 196         |             |
| 2022.       | 159         |             |

| Етнички састав према попису из 2002.‍ | Етнички састав према попису из 2002.‍ | Етнички састав према попису из 2002.‍ | Етнички састав према попису из 2002.‍ | Етнички састав према попису из 2002.‍ |
| ------------------------------------ | ------------------------------------ | ------------------------------------ | ------------------------------------ | ------------------------------------ |
|                                      |                                      |                                      |                                      |                                      |
| Срби                                 | Срби                                 |                                      | 207                                  | 99,51%                               |
| непознато                            | непознато                            |                                      | 1                                    | 0,48%                                |

| Година пописа     | 1948. | 1953. | 1961. | 1971. | 1981. | 1991. | 2002. |
| ----------------- | ----- | ----- | ----- | ----- | ----- | ----- | ----- |
| Број домаћинстава | 84    | 94    | 88    | 89    | 90    | 79    | 70    |

| Број чланова      | 1  | 2  | 3 | 4 | 5 | 6 | 7 | 8 | 9 | 10 и више | Просек |
| ----------------- | -- | -- | - | - | - | - | - | - | - | --------- | ------ |
| Број домаћинстава | 16 | 23 | 8 | 7 | 6 | 7 | 2 | 1 | 0 | 0         | 2,97   |

| Пол    | Укупно | Неожењен/Неудата | Ожењен/Удата | Удовац/Удовица | Разведен/Разведена | Непознато |
| ------ | ------ | ---------------- | ------------ | -------------- | ------------------ | --------- |
| Мушки  | 88     | 18               | 66           | 3              | 1                  | 0         |
| Женски | 98     | 9                | 64           | 25             | 0                  | 0         |
| УКУПНО | 186    | 27               | 130          | 28             | 1                  | 0         |

| Пол    | Укупно                    | Пољопривреда, лов и шумарство | Рибарство                            | Вађење руде и камена | Прерађивачка индустрија       |
| ------ | ------------------------- | ----------------------------- | ------------------------------------ | -------------------- | ----------------------------- |
| Мушки  | 48                        | 34                            | 0                                    | 0                    | 3                             |
| Женски | 26                        | 17                            | 0                                    | 0                    | 2                             |
| УКУПНО | 74                        | 51                            | 0                                    | 0                    | 5                             |
| Пол    | Производња и снабдевање   | Грађевинарство                | Трговина                             | Хотели и ресторани   | Саобраћај, складиштење и везе |
| Мушки  | 2                         | 0                             | 5                                    | 0                    | 2                             |
| Женски | 1                         | 0                             | 3                                    | 0                    | 0                             |
| УКУПНО | 3                         | 0                             | 8                                    | 0                    | 2                             |
| Пол    | Финансијско посредовање   | Некретнине                    | Државна управа и одбрана             | Образовање           | Здравствени и социјални рад   |
| Мушки  | 0                         | 0                             | 0                                    | 0                    | 0                             |
| Женски | 0                         | 0                             | 0                                    | 1                    | 2                             |
| УКУПНО | 0                         | 0                             | 0                                    | 1                    | 2                             |
| Пол    | Остале услужне активности | Приватна домаћинства          | Екстериторијалне организације и тела | Непознато            | Непознато                     |
| Мушки  | 1                         | 0                             | 0                                    | 1                    | 1                             |
| Женски | 0                         | 0                             | 0                                    | 0                    | 0                             |
| УКУПНО | 1                         | 0                             | 0                                    | 1                    | 1                             |